# Bambina con pavoni morti
Bambina con pavoni morti è un dipinto a olio su tela (144x134,8 cm) realizzato nel 1636 circa dal pittore Rembrandt Harmenszoon Van Rijn.
Conservata nel Rijksmuseum di Amsterdam, l'opera è firmata "REMBRANDT".
Una bambina si affaccia alla finestra di una cucina, da cui osserva due pavoni morti, uno legato per le zampe al balcone, l'altro sanguinante su un ripiano. La scena si discosta sia dalle nature morte, dove sono assenti le figure umane, sia dalle rappresentazioni di cucina, che andavano di moda nel 1600, che preferivano raffigurare fanciulle formose piuttosto che bambine.

## Simbologia
Il pavone era legato a Cristo poiché la sua carne era ritenuta incorruttibile e perché le piume perse ricrescono ad ogni primavera. Per la bellezza delle sue penne, invece, assume un significato ambivalente: in positivo, richiama la bellezza e la potenza divina; in negativo, simboleggia la superbia e l'arroganza.